# Gabriela Bujalska-Grüm
Gabriela Wanda Bujalska-Grüm (zm. 25 grudnia 2020) – polska biolog, prof. dr hab.

## Życiorys
Obroniła pracę doktorską, następnie uzyskała stopień doktora habilitowanego. 10 stycznia 2001 nadano jej tytuł profesora w zakresie nauk biologicznych. Pracowała w Katedrze Edukacji Środowiskowej na Wydziale Filozofii Chrześcijańskiej Uniwersytetu Kardynała Stefana Wyszyńskiego, oraz w Centrum Badań Ekologicznych Polskiej Akademii Nauk.
Była członkiem Komitetu Ekologii na II Wydziale - Nauk Biologicznych Polskiej Akademii Nauk.
Żona Leszka Grüma.